# Delta Fleisch

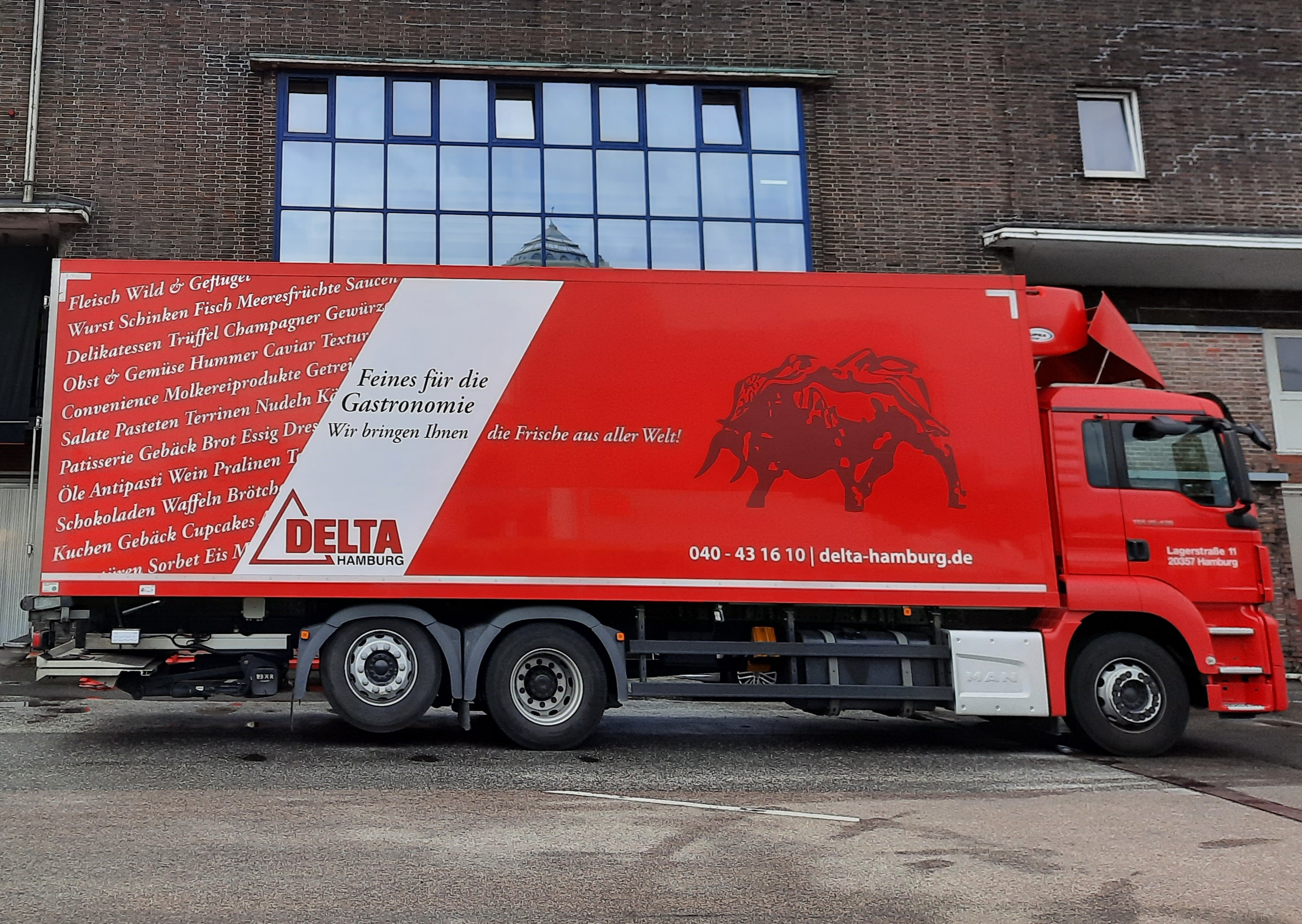
Kühl-LKW des Unternehmens

Die Delta Fleisch Handels GmbH mit Sitz in Hamburg ist ein Fleischwarenhersteller sowie Groß- und Einzelhändler von Fleisch, Fleischwaren und Feinkost. Im Hamburger Schanzenviertel betreibt das Unternehmen ein Bistro.
Delta Fleisch ist Teil der 2016 errichteten JLK Holding GmbH der Familie Kreuz mit Sitz in Bremen.

## Geschichte
Der Schlachtermeister Heinrich Höper gründete das Unternehmen 1989 und erweiterte es am Standort des Fleischgroßmarktes schrittweise. In den 1990er Jahren wurde das Fleisch- und Fleischwaren-Sortiment um Fisch und Meeresfrüchte erweitert. 2018 folgte der Umzug des Produktionsstandorts nach Norderstedt; in der Hamburger Lagerstraße verblieben das Bistro und der Abholmarkt.
Weil die Gastronomie besonders hart von den Auswirkungen der COVID-19-Pandemie getroffen wurde, sanken die Umsätze erheblich.

## Geschäftsbereiche
Die Geschäftstätigkeiten des Unternehmens erstrecken sich von der Fleischzerlegung über die Fleischwarenherstellung bis zum Groß- und Einzelhandel. Neben Fleisch handelt das Unternehmen mit einer Reihe von weiteren Lebensmitteln, darunter Fisch und Meeresprodukte, Obst und Gemüse und Wein.
Über eine Tochtergesellschaft in der Hamburger Lagerstraße am Rand des Hamburger Fleischgroßmarkts betreibt das Unternehmen außerdem ein Bistro.

## Standorte
Delta Fleisch verfügt neben dem Standort am Hamburger Fleischgroßmarkt seit 2018 über einen Standort in Norderstedt. Des Weiteren verfügt das Unternehmen über sechs nationale Außenbüros und Firmensitze auf Mallorca, in Lettland und in Polen.

## Kennzahlen
Im Jahr 2021 beschäftigte Delta Fleisch 257 Mitarbeiter und erwirtschaftete einen Umsatz von 77,37 Millionen Euro. 2022 gehörten 65 Liefer-Lkw zum Fuhrpark.
| 2015   | 2016   | 2017   | 2018   | 2019   | 2020  | 2021  |
| ------ | ------ | ------ | ------ | ------ | ----- | ----- |
| 102,98 | 111,48 | 120,21 | 122,07 | 125,56 | 68,97 | 77,37 |